# Кайда Анатолій Григорович
Кайда (за деякими даними Койда) Анатолій Григорович — учасник Радянсько-Фінської війни, на якій отримав звання Герой Радянського Союзу. 

## Біографія
Народився в селянській сім'ї. Закінчив 7 класів в 1930 році. У 1936 році закінчив курси водіїв. Працював трактористом, завідувачем гаража. У 1941 році Анатолій Кайда закінчив Полтавське військово-автомобільне училище.
У Червоній Армії в 1937—1941 роках і з 1942 року. Учасник Радянсько-фінської війни 1939—1940 років.

### Відзначення
На протифінському фронті — водій автомашини 786-го стрілецького полку 155-ї стрілецької дивізії 8-ї армії, червоноармієць. Оскільки доля солдата стала заручницею військової пропаганди, проваджуваної спецвідділами НКВД СРСР, різні джерела суперечливо висвічують події за які Анатолій Кайда був нагороджений званням Героя Радянського Союзу.
За версію одних джерел Анатолій Кайда, коли доставив набої та їжу на сусідню прикордонну заставу, з п'ятьма бійцями застави взяв участь у відбиванні нічної атаки якихось фінських загонів. Начебто влучно стріляв з кулемета, поки противник не відступив.
Згідно зі свідченнями інших джерел, група солдат напала на роту сталіністів, що охороняла командний пункт штабу полку Радянської армії. Далі все як у кіно: в цей час поблизу проїздив на тракторі Анатолій Койда. Він віз боєприпаси і їжу бійцям. Фінські солдати швидко знищили кулеметний загін інтервентів і продовжили наступ. Анатолій Койда «зайняв місце загиблих червоноармійців і відкрив вогонь». Коли закінчилися набої, він вскочив у трактор і спрямував його на фінських солдатів, відстрілюючись із ручного кулемета. Після чого червоноармійці перейшли до багнетної атаки. Таким чином, атаку було відбито. 
Утім, Указом Президії Верховної Ради СРСР від 26 січня 1940 року «за зразкове виконання бойових завдань командування на фронті боротьби з фінською білогвардійщиною і виявленні відвагу і геройство» червоноармійця Кайду Анатолія Григоровича відзначено званням Героя Радянського Союзу з врученням ордена Леніна та медалі «Золота Зірка» (№ 315).
З 1944 року Анатолій Кайда старший лейтенант в запасу, а потім у відставці. Більше про нього не згадували — Герої Радянсько-Фінської війни були непопулярні в СРСР. 

### Післявоєнні роки
Після Другої світової війни жив у місті Херсоні. До 1962 року працював на різних підприємствах. Помер 26 травня 1997 року.